# Gustav Rau (Leichtathlet)
Gustav Adolf Friedrich Gottfried Rau (* 20. Februar 1878 in Frankfurt am Main; † nach 1900) war ein deutscher Hürdenläufer.

## Sportlicher Werdegang
Rau nahm bei den Olympischen Spielen 1900 in Paris im Wettkampf über 200 Meter Hürden teil, schied jedoch im Vorlauf aus.